# Ion Andreescu

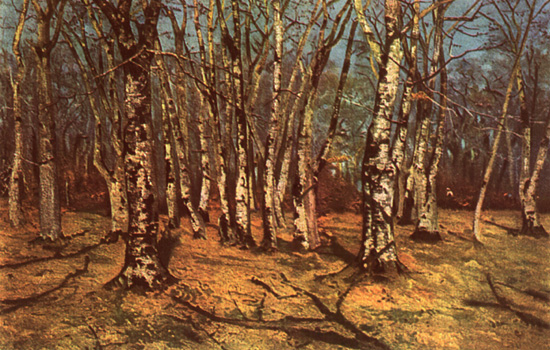
Bosque de hayas

Ion Andreescu, pintor rumano, nacido probablemente en Bucarest en 1850 y fallecido en la misma ciudad en 1882. Comenzó sus estudios en la escuela de arte de Bucarest. En 1874 participó de la "Exposición de artistas vivos" en Bucarest. Entre 1879 y 1881 se trasladó a París con una beca de la Académie Julian, pintó en Barbizon siguiendo las indicaciones de Grigorescu. Expuso tres veces en el Salón. En 1881, tras padecer una larga enfermedad tuberculosa volvió a su patria. En 1882 obtuvo un gran éxito con su exposición de cuadros impresionistas de pequeño formato con paisajes, retratos de campesinos y naturalezas muertas. Los cuadros de Andreescu se caracterizan por una placentera y feliz admiración de la belleza multicolor de un trozo de la naturaleza, donde demuestra un gran empeño en realizar una pintura fresca y armónica.

## Biografía
Ioan Andreescu nació en una familia acomodada, siendo el primero de siete hijos. Era hijo de Andrei Dobrescu y Anastasia Pencovici. No se sabe exactamente si nació en Bucarest o en alguna propiedad de sus padres ubicada a cierta distancia de la ciudad. Sólo los documentos de los tres últimos hermanos, Cleopatra, Dumitru, Petre, aparecen en el archivo de la iglesia de Olteni (iglesia demolida en 1987). Su padre, Andrei Dobrescu, era comerciante de licores y tenía una posada en Mahalaua Staicului.
Asistió a la escuela primaria en la escuela privada de Andreas Apostolas, en 1863 pasó al gimnasio "Lazăr" en Bucarest y luego al Colegio "Sfântu Sava". A partir de 1869 asistió a la "Escuela Nacional de Bellas Artes", de reciente creación (1864), dirigida por Theodor Aman.
En 1872 se convirtió en profesor de dibujo lineal y caligrafía en el Seminario Episcopal de Buzau. En 1873 se trasladó al gimnasio comunal "Tudor Vladimirescu", luego, en 1875, a la escuela de oficios de la misma localidad.
A fines de 1878 partió hacia París, donde asistió a la Académie Julian. Pasó los veranos pintando en Barbizon (donde conoce a Nicolae Grigorescu) y en otras poblaciones rurales. Su tardío descubrimiento de la necesidad de expresión artística, fue una vocación, en el sentido profundo de la palabra, que se plasma en una obra no sólo importante en extensión, sino además madura, constituida sin vacilaciones ni tribulaciones.
Profesor de dibujo en un pueblo de provincias, tranquilo hasta la banalidad, Andreescu se dedica a pintar con un fervor que nada de su anterior actitud parecía anunciar. El cuadro se le aparece al joven solitario, inclinado a la meditación, como la irrupción de una necesidad de comunicación, de expresión, consumida superiormente y sin apetencias publicitarias. El carácter de introspección, la tensión de la autoexpresión serán los atributos de todo su arte, notablemente unitario, de hecho, como sentimiento, actitud y cualidad. No perdió el contacto con el arte rumano de la época, pero no se debe descuidar la importancia de una confrontación con la cuestión del idioma, cada vez más firmemente puesta en primer plano por el arte europeo de la época. Si bien desde un principio las obras del pintor rumano tienen la decisión y la consistencia de la obra auténtica, en los últimos años de su estancia en Francia aparece afianzado, maestro de los medios, construyendo los espacios con la sutileza cromática que sólo da el perfecto dominio de la técnica.
Murió el 22 de octubre de 1882, a la edad de 32 años, de tisis.

## Obras
- Bosque de hayas
- Bosques en invierno
- Igualmente interesado en diferentes géneros de pintura, Andreescu crea paisajes, retratos y naturalezas estáticas.
- Paisaje
- El borde del pueblo al atardecer.
- Borde del bosque;
- Árboles en flor;
- Rocas y abedules;
- El borde del pueblo al atardecer;
- Campo;
- Bosque de hayas;
- Abedules al borde del estanque;
- Después de la lluvia;
- Casa de tamices;
- Invierno en Barbizon;
- Las rocas de Apremont;